# Cockney

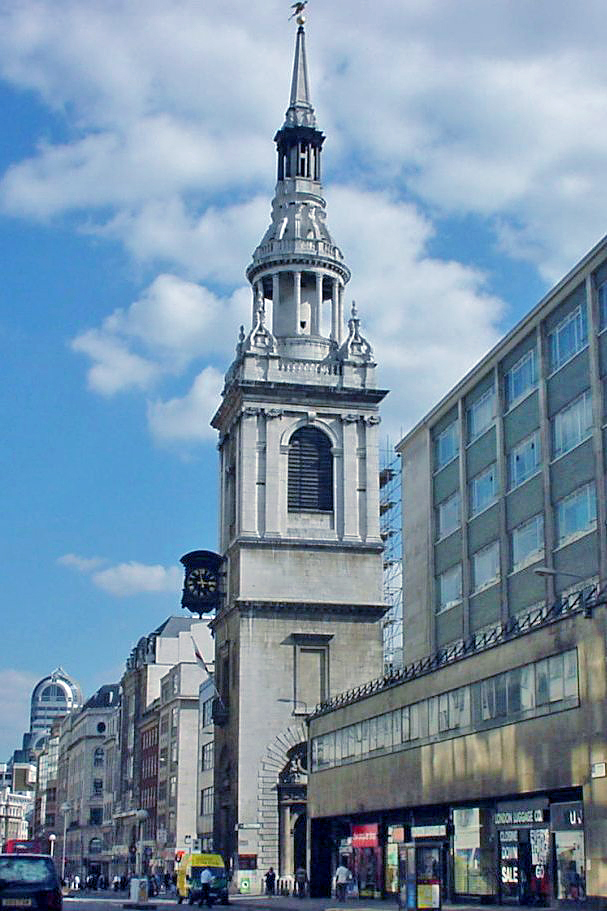
St Mary-le-Bow-templom

A cockney kifejezésnek számos különféle földrajzi, társadalmi és nyelvi társulásai voltak. Eredetileg minden városlakókra alkalmazott pejoratív kifejezésként használták, majd fokozatosan a londoniakra, és különösen a "Bow-bell Cockney-re" korlátozták: azok, akik a Bow Bells-ektől hallótávolságon belül születtek, a St Mary-le-Bow harangjaitól London Cheapside kerületében. Végül arra használták, hogy a londoni East Endben lakókra, vagy általában az összes munkásosztálybeli londoni lakóra hivatkozzanak.
A Cockney English az az angol akcentus vagy dialektus, amelyet hagyományosan a munkásosztálybeli londoniak beszéltek. Az 1980-as években a cockney egyes jellemzői egyre gyakoribbá váltak a műsorszolgáltatásban, és a média egy új szabványról beszélt az Estuary English néven, ám a legtöbb nyelvész elutasította ezt az elemzést, és a kifejezést manapság ritkábban használják.

## Etimológia
A kifejezés legkorábbi használata 1362-ban volt feljegyezve, William Langland Piers Plowman nevezetű műjének VI. passzusában, ahol kifejezés »egy kicsi, torz tojásra « utalt, amit a közép-angol dialektus módjára képeztek, coken + ey („a kakas tojása”). Egyidejűleg a luxus Cockaigne mitikus földje (amelyet 1305-ben tanúsítottak) különféle helyesírások alatt jelent meg, köztük Cockayne, Cocknay és Cockney, és humorosan társul az angol fővároshoz, Londonhoz.
A cockney jelenbeli jelentése a vidéki angoloktól ered (1520-ban bizonyítottan), pejoratív jelzőként az elpuhult városlakókra, egy korábbi általános értelmezésben (Geoffrey Chaucer: Canterbury mesék "Az ispán meséje" című történetben) a "cokenay", egy "gyengéden nevelt gyermek", és kiterjesztve "elpuhult fickót" vagy "milksop"-ot (gyáva, alamuszi) jelent. A végső jelentés kifejlődhetett a fenti példákból, vagy külön olyan kifejezésekből, mint a „ cock ” és a „ cocker ”, melyek mindegyike része a „,nestle-cock" kifejezésnek, ami az utoljára kikelt madarat jelenti egy fészekben, ami jellemzően gyenge, anyai gondoskodást igényel sokáig. 1600-ra a cockney jelentése különösképpen kapcsolódott a Bow Bells harangok területéhez. 1617-ben az utazási író Fynes Moryson kijelentette köteteiben, hogy „a londoniak, és mindaz, aki Bow Bells harangoktól hallótávra él, szemrehányással úgynevezett Cockney-nak vannak nevezve.” Ugyanebben az évben John Minsheu szerepeltette ezt az új, szűkebb értelmezést szótárában, a Ductor in Linguasban.

## Terület
Probléma esetén lásd:Médiafájlok kezelése.
 A régió, amelyben cockney-k élnek, nincs egyértelműen meghatározva. Eredetileg, amikor London alig több volt, mint a város, a kifejezés minden londonira vonatkozott, ám a város növekedésével leváltották ezt a tág definíciót. Az általános nézőpont az volt, hogy ahhoz, hogy valaki cockney legyen, az embernek a Bow Bells harangok, a St Mary-le-Bow harangjainak hallótávolságán belül kell lennie, amelyeket a Whitechapel Bell öntödében öntöttek. A St Mary-le-Bow templomot azonban 1666-ban elpusztította a londoni nagy tűz, és Sir Christopher Wren újjáépítette. Noha a harangokat 1941-ben ismét elpusztították a Blitzben, 1940. június 13-án némák maradtak a harangok a második világháború brit invázióellenes előkészítéseinek részeként. Mielőtt azokat 1961-ben cserélték, volt egy olyan időszak, amikor a „hallótávon belüli” meghatározás szerint nem születtek „Bow Bell” cockney-k. Az ilyen szó szerinti meghatározás használata más problémákat vet fel, mivel a templom körüli terület már nem lakóhely, és a körzet zaja miatt valószínűtlen, hogy sok ember most a harangok hallótáván belül születne. Hasonlóképpen a múltban számos kórház hallható tartományban volt; de most csak a Londoni Királyi Kórház található Whitechapelben, az otthoni szülések manapság ritkábbak.
Az „East End of London” és az „Bow Bells harangok hallótáván belül” kifejezéseket felváltva használják, és a harangok az East End identitás szimbólumát jelentik. A Bow Bells harangok meghatározása azonban tükrözi Cockney korábbi definícióját, amely az összes londonit érinti (abban az időben, amikor London alig terjedt a négyzetmérföldön túl. A kifejezés használata az összes londoni lakosság általános leírására azonban a 19. századig fennmaradt mielőtt a munkásosztályra és sajátos akcentusukra korlátozódott volna. A kifejezést lazán használják az összes kelet-londoni ember leírására, beszédüktől függetlenül.
A város 2000-ben tanulmányt készített arról, hogy milyen messze lehet hallani a Bow Bells harangokat és becslések szerint a harangokat akár hat mérföldre keletre, öt mérföldre észak felé, három mérföldre délre és négy mérföldre nyugatra hallani. Dick Whittington legendája szerint a harangok egyszer még hallhatóak voltak, akár a Highgate Archway-től (északnyugatra 4.5 mérföld). A harangok hallhatóságából származó definíció alapján minden East End-i lakos cockney, de nem minden cockney származik az East End-ből; miközben egy East End-i lakos valószínűleg büszkén állítja ezt a jogosultságot, a nyugati, északi vagy déli londoni lakosok kevésbé vállalnák magukra a cockney megnevezést. A East End hagyományos központjai: Bethnal Green, Whitechapel, Spitalfields, Stepney, Wapping, Limehouse, Nyár, Haggerston, Aldgate, Shoreditch, Millwall, Cubitt Town, Hackney, Hoxton, Bow és Mile End. A Temztől északra fekvő terület fokozatosan kiterjedt és magába foglalta East Ham, Stratford, Leyton, West Ham és Plaistow körzetét, mivel több földterület épült fel.
1981-ben Peter Wright dialektológus a Becontree birtok építését Dagenham közelében, Essexben azonosította a cockney nyelvjárás terjedésének meghatározó pontjának. Ezt a nagyon nagy birtokot a London Corporation fejlesztette London East End szegény lakosainak elhelyezésére, amely korábban Essex vidéki térségében volt. A lakosok általában az őshonos cockney nyelvjárást tartották, nem pedig az Essex-nyelvjárást.  Wright arról is beszámol, hogy a cockney-dialektus már 1923-ban elterjedt a környező megyék városaiba vezető fő vasútvonalakon, majd a második világháború után a cockney tovább terjedt, mivel a bombázás miatt sok menekült távozott Londonból, de továbbra is beszélték a cockney nyelvjárást az új otthonukban.

## Figyelemre méltó cockney-k
- Danny Baker (műsorszolgáltató, született Deptfordban)
- Michael Caine (színész, született Maurice Joseph Micklewhite néven, ifj., 1933. március 14., Rotherhithe)[25]
- Alfie Bass színész a Bethnal Green-ből.
- Charlie Chaplin (képregény színész, filmkészítő és zeneszerző, 1889. április 16., született: Walworth, London)
- Alan Ford (színész, született Walworth-ban)
- Steve Harley (zenész, a Cockney Rebel együttes élvonalbeli, született Deptfordban)
- Hoxton Tom McCourt, zenész, arc, született Shoreditch és élt Hoxton
- Lenny McLean, csupasz ujjú / engedély nélküli bokszoló színész, Hoxtonban született
- Claude Rains, az 1889-ben Camberwellben született színész híressé vált, miután elhagyta nehéz cockney-akcentusát, és kifejlesztett egy egyedülálló közép-atlanti akcentust, amelyet „fél-amerikai, fél-angol és egy kis Cockney-nak dobtak be”.
- Harry Redknapp (volt futballista és menedzser, Poplarban született)
- Tommy Steele (az 1950-es évek pop- és filmművésze, született Bermondsey-ben)
- Kray ikrek, bűnözők, Hoxtonban születtek és Bethnal Greenben éltek
- Barbara Windsor színésznő, Londonban, Shoreditch- ben született
- Ray Winstone (színész, született Homertonban)[26]
- Arthur Smith (Bermondsey komikus)
- Micky Flanagan (Whitechapel komikus)
- Eric Bristow (dartsbajnok, született Hackney-ben. Becézett "Ravasz Cockney" -nek, miközben egy amerikai bárban játszottak, ezzel a névvel)
- Roger Bisby (újságíró, született Londonban)
- Len Goodman (bálteremtáncos és televíziós személyiség a Bethnal Greentől)
- Derek Jameson (a Hackney újságírója és műsorszolgáltatója)
- Terry Naylor (a Spurs futballistája – Islingtonban született)
- Martin Kemp (Islingtonban született, zenész)
- Gary Kemp (zenész, Smithfieldsben született)
- Mark Strong (színész, Clerkenwellben született)

1981-ben Peter Wright dialektológus néhány példát mutatott az akkori kortárs Cockney-beszélőkről:
- Harry Champion, énekes és komikus
- Henry Cooper, bokszoló
- Jack Dash, szakszervezeti képviselő
- Warren Mitchell, aki azért játszik, hogy Alf Garnett-t játszik a Till Death Us Do Part-ban. Wright azt írta, hogy "a nyelvjárás nagyon eredeti" a sorozatban.[23]

A Cockney Rejects nevű együtteshez kötik a punk rock al-műfaját, amit Oi!-nak neveznek, amely a nevét a cockney dialektus használatával szerezte.

## Használata filmekben
- Ken Loach korai filmjeinek nagy részét Londonban mutatták be. Loach hírneve az, hogy filmjeiben valódi dialektus-használókat alkalmaz: 
  - 3 Clear Sundays
  - Up the Junction (The Wednesday Play)
  - Cathy Come Home
  - Szegény tehén (a cím egy cockney kifejezés a "szegény nő" számára)
- Alfie
- Sparrows Can't Sing. A filmet feliratozni kellett, amikor megjelentek az Egyesült Államokban, a közönség megértésének nehézségei miatt.[28]
- Bronco Bullfrog. A film alcíme "Cockney ifjúság – angol felirattal" volt.[29]
- Hosszú nagypéntek. A film DVD-jének van egy extra funkciója, amely elmagyarázza a használt rímszó szlenget.
- Úrnőm
- Mechanikus Narancs
- Mary Poppins (és Dick Van Dyke Cockney akcentussal kapcsolatos hírhedt közelítésével)
- Mary Poppins visszatér (Lin Manuel Miranda-val, aki Jack-t játssza, állítva: "Ha ők [a közönség] nem szereti Dick akcentusát, akkor dühösek lesznek az enyémmel")
- Sweeney Todd: A Fleet Street démoni borbélya (2007)   – Nellie Lovett asszony és Tobias Ragg Cockney kiejtéssel rendelkezik.
- Útlevél Pimlico-ba. A film újságcíme a Pimlico lakosokat "zúzott kakasoknak" nevezi.
- Cockney-k vs zombik
- Én Kicsi Pónim: Equestria Lányok – Tavaszi szünet. Jason Michas ábrázolt Ragamuffin cockney-akcentussal rendelkezik.
- Úriemberek

## Migráció és fejlődés
A Leytonstone 1964-ben (akkoriban Essexben) végzett dialektológiai vizsgálata szerint a terület dialektusa nagyon hasonló volt ahhoz, amelyet Eva Sivertsen rögzített a Bethnal Greenben, ám még mindig vannak olyan vonások, amelyek megkülönböztették a Leytonstone beszédet a cockney-től. A „Borough” Waterloo-tól, Londontól és a Tower Bridges-től délre fekvő cockney beszédterület volt, mielőtt az átalakítás megváltoztatta a környék munkásosztály jellegét, így most Bermondsey az egyetlen cockney nyelvjárási terület a Temze folyótól délre.
A 2010-es évek elején elvégzett nyelvi kutatások azt sugallják, hogy a cockney angol bizonyos elemeinek használata manapság csökken a London East End területén, és az akcentus a London külterületére és a hazai megyékre vált át. A londoni East End egyes részein a cockney egyes hagyományos vonásait egy jamaikai kreol által befolyásolt változat változtatta meg a fiatal londoniak körében (néha "jafaikánusnak"), különösen, bár messze nem kizárólag az afro-karibi származásúak körében. Ennek ellenére a glottális stop, a kettős negativitások és a sötét L énekhangja (és a cockney beszéd más tulajdonságai) a cockney befolyásai között szerepelnek a multikulturális londoni angol nyelven, és néhány rímelő szleng kifejezés még mindig általános.
Paul Kerswill, a Lancasteri Egyetem Multikulturális Londoni Angol szociolingvisztikai professzor 2010. júliusi jelentése szerint : új fajta szleng megjelenése, megszerzése és terjedése azt jelenti, hogy a cockney-akcentus 30 év alatt eltűnik London utcáiról. A Gazdasági és Szociális Kutatási Tanács által finanszírozott tanulmány szerint a több mint 500 éve alkalmazott akcentust Londonban egy új hibrid nyelv váltja le. "A cockney az East Endben most multikulturális londoni angollá alakul át, amely egy új, olvasztótégely jellegű keverék az itt élő emberek között, akik angolt második nyelvként tanultak" – mondta Kerswill professzor.
Ezzel szemben a cockney-beszélők a háború utáni vándorlása eredményezett leginkább elmozdulást a dialektus területén, a külvárosok és az otthoni megyék, különösen az Essex felé. Az újabb, vagy bővülő városok gyakran erős hatással voltak a helyi beszédre. A fővároson kívüli területek többé-kevésbé a cockney-nyelvjárás területévé váltak, köztük az új városok Basildon és Harlow, valamint az olyan kibővített városok, mint Grays és Southend. Ezt azonban – kivéve a kevésbé vegyes formában – nehéz megkülönböztetni a közös vonások miatt: Alexander John Ellis, 1890-ben a nyelvtudós történész és a korai nyelvjárások kutatója kijelentette, hogy a cockney az Essex dialektus London-beszédre gyakorolt hatása miatt alakult ki.

## Gyöngyhagyomány
A Pearly Kings és a Queens East End intézményként híresek, de ez a felfogás nem teljesen helyes, mivel London más részein, például Peckhamben és Penge- ben is megtalálható London déli részén. 

## Nyelvjárás
Probléma esetén lásd:Médiafájlok kezelése.
 A cockney beszélők megkülönböztető kiejtéssel és dialektussal rendelkeznek, és alkalmanként rímszó szlenget használnak. Az Angol Nyelvjárások Felmérése Hackney egyik régi lakosától vett felvételt, és a BBC 1999-ben újabb felvételt készített, amely megmutatta, hogyan változott az akcentus.
A korai fejlődése a cockney nyelvjárásnak homályos, de úgy tűnik, hogy erősen befolyásoljta Essex és a kapcsolódó keleti nyelvjárások,  míg felvett szavakat a jiddis nyelvből, beleértve a kóser (eredetileg héberül, via jiddis, vagyis jogos) és stumm /ʃtʊm/ eredetileg németül, jiddis nyelven, némítva), valamint a roma nyelvből, például wonga (pénzt jelent a szénre utaló "wanga" szénből), és cushty (Kushty) (a lovári kushtipen, jelentése jó) tükrözik e csoportoknak a cockney-beszéd alakulására gyakorolt hatását.
John Camden Hotten az 1859-es szleng-szótárban utal arra, hogy "sajátos szleng nyelvüket használják", amikor London East Endének kofáit írja le. A hamis cockney-akcentust néha mockney- nek hívják, bár ezt a kifejezést néha önmegtagadó monikerként is használják, a cockney-diaszpóra második, harmadik és azt követő generációi mellett Londonban, akik továbbra is értékelik cockney-örökségüket.

### Tipikus jellemzők
- Mint az Egyesült Királyság sok kiejtésével, a cockney nem rhotikus. A végső -er kiejtésre kerül [ə] vagy lejjebb [ɐ] széles cockney-ben. Mint minden vagy szinte minden nem rhotikus ékezetesnél, a COMMA és LETTER, PALM / BATH és START, THOUGHT és NORTH / FORCE páros lexikai készletek egyesülnek. Így a szavak utolsó szótagja, például a cheetah, kiejthető Sablon:IPAblink is széles cockney-ben.[23][38][39]
- Széles /ɑː/ mint <i id="mwAcQ">bath, path, demand</i>. Ez a 16. és 17. században Londonból származik, és szintén része a Received Pronunciation-nak (RP).[23]
- T-glottalizálás: a glottal ütköző használata / t / allofonként különböző helyzetekben, ideértve a feszített szótagot is. A glottális leállások szintén előfordulnak, bár ritkábban / k / és / p / esetén, és alkalmanként a középszó mássalhangzók esetében. Például Richard Whiteing a "Hyde Park" nevet Hy 'Par' -nak írta. A hasonló és a fény homofonok is lehetnek. "A Clapham "mondható Cla'am-nak (azaz [ˈkl̥ɛʔm̩]). / T / intervokálisan is átcsavarható, pl. Teljes [ˈɐɾə]. London / p, t, k / gyakran intervóciális és végső környezetben, például pl. upper [ˈɐpʰə], utter [ˈɐtʰə], rocker [ˈɹɒkʰə], up [ɐʔpʰ], out [æə̯ʔtʰ], rock [ɹɒʔkʰ], ahol az RP-t hagyományosan úgy tüntetik, mintha nem szennyezett variánsok lennének, és legalább a széles cockney-ban is, az aspiráció mértéke tipikusan nagyobb, mint RP-ben, és gyakran bizonyos fokú fájdalmat is magában foglalhat [pᶲʰ, tˢʰ, k A].
  - Ez a jelenség azt eredményezi, hogy a cockney-t gyakran említik a szemita nyelvekről szóló tankönyvekben, miközben elmagyarázzák, hogyan kell kimondani a glottal stop-ot.
- <i id="mwAfY">Th</i>-elváltozás:[40]
  - /θ/ bármilyen környezetben [f] lehet. [fɪn] "vékony", [[mɛfs]] "matematika
  - /ð/ bármilyen környezetben [v] -ré válhat, kivéve a szó eredetileg, amikor lehet [ð, ð̞, d, l, ʔ, ∅]. [dæɪ] "they", [ˈbɒvə] "bother[23][39]
- A jód-koalescencia olyan szavakkal, mint például a [tʃʰʉːn] tune vagy [ɹɪˈdʒʉːs] reduce (hasonlítsa össze a hagyományos RP-t [ˈtjuːn, ɹɪˈdjuːs])..[41]
- Az alveoláris megállásokat / t /, / d / gyakran elhagyják az informális cockney-kben, nem provokatális környezetben, beleértve azokat is, amelyeket nem lehet elhagyni a Received Pronunciation során. Példa erre: [ˈdæzɡənə] Dad's gonna és [ˈtɜːn ˈlef] Turn left.
- H-csepegés. Sivertsen úgy véli, hogy a [h] bizonyos mértékig a cockney hangsúlyának stilizáló jele.[42]
- A diftong változások:
- / iː / → [əi ~ ɐi]: [bəiʔ] "beet"
- / eɪ / → [æɪ ~ aɪ]: [bæɪʔ] "bait"
- / aɪ / → [ɑɪ] vagy akár [ɒɪ] "vigorous, dialectal" cockney-ben. A második elem csökkenthető vagy hiányzik (az első elem kompenzációs meghosszabbításával), így vannak olyan variánsok, mint a [ɑ̟ə ~ Sablon: IPAplink]. Ez azt jelenti, hogy a pár, például a nevetés és a Barton-harapás homofonokká válhat: [l [f], [bɑːʔn̩]. De ez a semlegesítés opcionális, helyrehozható: [bɑɪʔ] "bite"
- / ɔɪ / → [ɔ̝ɪ ~ oɪ]: [ˈtʃʰoɪs] "choice"
- / uː / → [əʉ] vagy monofonális [ʉː], talán kis ajakkal kerekítve, [ɨː] vagy [ʊː]: [bʉːʔ] "boot"
- / əʊ / → ez a diftong általában London / ʌ /, [[[: Sablon: IPAplink]] ~ Sablon: IPAplink] területén kezdődik. A végpont lehet [ʊ], de leggyakrabban inkább nyitó és / vagy teljesen nem fedezett, azaz [ɤ̈] vagy [ɤ̝̈]. Így a leggyakoribb változatok a [æ̈ɤ̈, æ̈ɤ̝̈, ɐɤ̈] és [ɐɤ̝̈], a [æ̈ʊ] és [ɐʊ] szintén lehetséges. A legszélesebb cockney-változat közeledik [aʊ]. Van egy olyan változat, amelyet csak a nők használnak, nevezetesen [ɐø ~ œ̈ø]. Ezenkívül két monoftonális kiejtés is létezik, [ʌ̈ː] mint a „no, nah” és a [œ̈] esetében, amelyet nem kiemelkedő változatokban használnak. [kʰɐɤ̈ʔ] "coat"

Az 1980-as és 1990-es évekre a fent említett jellemzők többsége részben elterjedtek az általánosabb délkeleti beszédekben, amely az Estuary English-nek nevezett nyelvjárást hozta létre; egy Estuary beszélő a cockney hangjainak némelyikét, de nem mindegyikét használja.

### Impresszió
A cockney akcentust régóta lenézték, és alacsonyabbrendűnek tartották. Például 1909-ben a londoni megye tanácsa kiadta a londoni általános iskolákban az angol nyelv tanításáról szóló rendeletet, amelyben kijelentette, hogy "a Cockney beszédmódja kellemetlen hangzásával és nyelvtani torzulásával nem méltó arra, hogy bárki beszélje a birodalom fővárosában". Mások megvédték a nyelvi változatosságot: "A londoni nyelvjárás valóban, különösen a Temze déli oldalán, tökéletesen legitim és felelősségteljes gyermeke a régi kentish nyelvnek [...] A Temze északi részén található London nyelvjárása kimutatták, hogy legyen a midlandi vagy a merian nyelvjárás sokféle változata, amelyet ugyanazon beszéd keleti-angliai változatai ízesítenek ". Azóta a cockney-kiejtést inkább az angol nyelv alternatív formájaként fogadták el, mint alacsonyabbrendű változatát. Az 1950-es években az egyetlen akcentus, amelyet a BBC-n hallottak (kivéve a szórakoztató programokat, mint például a The Sooty Show), az RP volt, míg manapság sok különféle kiejtés, köztük a cockney vagy az erősen befolyásolt akcentusok, a BBC-n hallható. A Coolbrands által 2008 őszén végzett, 2000 embert érintő felmérés szerint a cockney-t Nagy-Britanniában a szavazatok 7% -ával egyenlő negyedik legmenőbb akcentussal szavazták meg, míg a királynő angolját a legmenőbbnek tartották, a szavazatok 20% -ával. Brummie-t a legkevésbé népszerűnek szavazták, mindössze 2%-ot kapott. A cockney-akcentus gyakran szerepelt az Ealing Studios által készített filmekben, és Walt Disney filmeiben gyakran a tipikus brit akcentusként ábrázolták.

### Terjedés
Tanulmányok kimutatták, hogy a délkelet-angliai akcentusok televízióban és rádióban való gyakori használata oka lehet a cockney angol elterjedésének az 1960-as évek óta. Cockney egyre befolyásosabb, és néhányan azt állítják, hogy a jövőben az akcentus sok jellemzője szabványossá válhat.

#### Skócia
Tanulmányok kimutatták, hogy a munkásosztályú serdülők olyan területeken, mint például Glasgow, beszédükben a cockney és más anglicizmusok bizonyos aspektusait kezdték használni. beszivárog a hagyományos glasgowi mintába. Például a TH- szembesülést gyakran észlelik, és a tipikus skót jellemzők, mint például a postvocalic /r/ csökkennek. A kutatások szerint az angol beszédjellemzők valószínűleg annak a londoni és délkelet-angliai kiejtésnek a hatására vezethetők vissza, amelyek erősen megjelennek a televízióban, mint például a népszerű BBC One szappanopera, az Eastenders. Az ilyen állításokat azonban bírálták.

#### Anglia
A cockney bizonyos tulajdonságai – Th-elváltozás, L-vokalizálás, T-glottalizálás, valamint a GOAT és GOOSE magánhangzók elváltozása – elterjedtek Anglia délkeleti részén, és kisebb mértékben Nagy-Britannia más területein. Clive Upton azonban megjegyezte, hogy ezek a tulajdonságok függetlenül fordultak elő más dialektusokban, mint például a TH-elváltozás Yorkshire-ben és az L-vokalizálás Skócia egyes részein.
Az Estuary English kifejezést használják London kiejtéseinek leírására, amelyek kissé közelebb állnak az RP-hez, mint a cockney-hoz. A kiejtés először David Rosewarne egy cikkében, 1984 októberében, a Times Educational Supplement-ben írt cikkben Rosewarne azzal érvelt, hogy ez végül felválthatja a Received Pronunciation.t délkeleti részén. John C. Wells fonetikus egy médiahivatkozásokat gyűjtött egy Estuáry angol nyelvre egy weboldalon. 2013 áprilisában írt írásában Wells azzal érvelt, hogy Joanna Przedlacka kutatása "eloszlatta azt az állítást, miszerint az EE az egyetlen délkeletre söprő behatás. Inkább különféle hangváltozások lépnek fel a londoni munkásosztály beszédéből, amelyek mindegyike egymástól függetlenül terjed ".

## Bibliográfia
- Cruttenden, A.. Gimson's Pronunciation of English, 6th, London: Arnold (2001)
- Ellis, Alexander J.. English dialects: Their Sounds and Homes (1890)
- Hughes, Arthur. English Accents and Dialects: An Introduction to Social and Regional Varieties of British English. Baltimore: University Park Press (1979)
- Ladefoged, Peter; Maddieson, Ian (1996). The Sounds of the World's Languages. Oxford: Blackwell. ISBN 978-0-631-19815-4.
- Matthews, William. Cockney, Past and Present: a Short History of the Dialect of London. Detroit: Gale Research Company (1938)
- Mott, Brian (2012), Traditional Cockney and popular London speech, RACO (Revistes Catalanes amb Accés Obert)
- Rogaliński, Paweł. British Accents: Cockney, RP, Estuary English (2011). ISBN 978-83-272-3282-3
- Sivertsen, Eva. Cockney Phonology. Oslo: University of Oslo (1960)
- Wells, John C. (1982). Accents of English. Volume 1: An Introduction (pp. i–xx, 1–278), Volume 2: The British Isles (pp. i–xx, 279–466). Cambridge University Press. ISBN 0-52129719-2, 0-52128540-2
- Wright, Peter. Cockney Dialect and Slang. London: B.T. Batsford Ltd. (1981)

## Fordítás
Ez a szócikk részben vagy egészben  a   Cockney című angol Wikipédia-szócikk ezen változatának fordításán alapul.  Az eredeti cikk szerkesztőit annak laptörténete sorolja fel. Ez a jelzés csupán a megfogalmazás eredetét és a szerzői jogokat jelzi, nem szolgál a cikkben szereplő információk forrásmegjelöléseként.